# Vilamanha (Erau)
Vilamanha (l'Argentièira) (en francès i oficial Villemagne-l'Argentière) és un municipi occità del Llenguadoc, situat al departament de l'Erau i a la regió d'Occitània.

## Demografia

Població 1962-2008